# Pericrocotus erythropygius
Pericrocotus erythropygius là một loài chim trong họ Campephagidae.